# Retinyl acetate
Retinyl acetate (retinol acetate, vitamin A acetate) là một dạng tự nhiên của vitamin A, là ester axetat của retinol. Chất này có những tính chất tiềm năng để chống ung thư và ứng dụng trong hóa trị liệu.
Tại Hoa Kỳ, retinyl acetate là hoạt chất nhận được chứng nhận GRAS để áp dụng cho các loại thực phẩm tăng cường vitamin A.

## Tác nhân gây quái thai
Khuyến nghị của Tổ chức Y tế Thế giới về Thực phẩm bổ sung cho bà mẹ mang thai nói rằng "những chất hỗ trợ sức khỏe cho bà mẹ và thai nhi đang phát triển phải có ít nguy cơ gây hại, từ việc bổ sung hàng ngày không vượt quá 10.000 IU vitamin A (3000 mcg RE) bất cứ lúc nào trong thai kỳ". Tiền dạng vitamin A bao gồm retinyl palmitate và retinyl acetate.